# العلاقات الغامبية الليبية
العلاقات الغامبية الليبية هي العلاقات الثنائية التي تجمع بين غامبيا وليبيا.

## مقارنة بين البلدين
هذه مقارنة عامة ومرجعية للدولتين:
| وجه المقارنة                                              | غامبيا       | ليبيا                                       |
| --------------------------------------------------------- | ------------ | ------------------------------------------- |
| المساحة (كم2)                                             | 11.30 ألف    | 1.76 مليون                                  |
| عدد السكان (نسمة)                                         | 2.10 مليون   | 6.37 مليون                                  |
| الكثافة السكانية (ن./كم²)                                 | 185.84       | 3.62                                        |
| العاصمة                                                   | بانجول       | طرابلس                                      |
| اللغة الرسمية                                             | لغة إنجليزية | اللغة العربية، اللغة العربية الفصحى الحديثة |
| العملة                                                    | دالاسي غامبي | دينار ليبي                                  |
| الناتج المحلي الإجمالي (بليون دولار)                      | 1.01 مليار   | 50.98 مليار                                 |
| الناتج المحلي الإجمالي (تعادل القوة الشرائية) بليون دولار | 3.34 مليار   | 69.32 مليار                                 |
| الناتج المحلي الإجمالي الاسمي للفرد دولار أمريكي          | 471          |                                             |
| الناتج المحلي الإجمالي للفرد دولار أمريكي                 |              | 15.60 ألف                                   |
| مؤشر التنمية البشرية                                      | 0.441        | 0.724                                       |
| رمز المكالمات الدولي                                      | +220         | +218                                        |
| رمز الإنترنت                                              | .gm          | .ly                                         |
| المنطقة الزمنية                                           | 00           | ت ع م+02:00، توقيت شرق أوروبا               |

## منظمات دولية مشتركة
يشترك البلدان في عضوية مجموعة من المنظمات الدولية، منها:
| علم المنظمة | اسم المنظمة                        | تاريخ انضمام غامبيا | تاريخ انضمام ليبيا |
| ----------- | ---------------------------------- | ------------------- | ------------------ |
|             | مؤسسة التنمية الدولية              | 18 أكتوبر 1967      | 1 أغسطس 1961       |
|             | البنك الإفريقي للتنمية             | ?                   | ?                  |
|             | مؤسسة التمويل الدولية              | 19 سبتمبر 1983      | 18 سبتمبر 1958     |
|             | منظمة حظر الأسلحة الكيميائية       | ?                   | ?                  |
|             | الأمم المتحدة                      | 21 سبتمبر 1965      | 14 ديسمبر 1955     |
|             | الاتحاد الدولي للاتصالات           | 27 مايو 1974        | 3 فبراير 1953      |
|             | منظمة التعاون الإسلامي             | ?                   | ?                  |
|             | منظمة الشرطة الجنائية الدولية      | ?                   | ?                  |
|             | الاتحاد البريدي العالمي            | ?                   | ?                  |
|             | البنك الدولي للإنشاء والتعمير      | 18 أكتوبر 1967      | 17 سبتمبر 1958     |
|             | وكالة ضمان الاستثمار متعدد الأطراف | 11 سبتمبر 1992      | 5 أبريل 1993       |
|             | الاتحاد الأفريقي                   | ?                   | ?                  |
|             | يونسكو                             | 1 أغسطس 1973        | 27 يونيو 1953      |

## وصلات خارجية
- موقع وزارة الخارجية الغامبية
- موقع وزارة الخارجية الليبية